# Edi Šerifovski
Edi Šerifovski (28 de agosto de 2001) é um judoca macedônio. Competiu nos Jogos Olímpicos de Verão de 2024 em Paris na categoria até 81Kg. Foi eliminado na segunda fase pelo brasileiro Guilherme Schimidt.
Terminou em 17. no Campeonato do Mundo de Juniores de Marraquexe em 2019. Terminou em 33.º lugar no Campeonato Europeu de Cadetes U18 Sarajevo em 2018. Sherifovski terminou em 5.º lugar na Taça da Europa de Cadetes Antalya em 2017. Edi terminou em 7.º lugar no Campeonato do Mundo de Cadetes em Santiago do Chile em 2017. Terminou em 17.º lugar na EYOF Gyor em 2017. Terminou em 18.º lugar no Campeonato da Europa de Cadetes Sub-18, em Kaunas, em 2017. Sherifovski conquistou uma medalha de prata na Jadrana Cup Split U18 em 2016.